# ツワネ
ツワネ（英語: Tshwane）は、南アフリカ共和国ハウテン州に位置する自治体（都市圏）である。正式名称は、ツワネ市都市圏（ツワネしとしけん、英語: City of Tshwane Metropolitan Municipality）である。

## 概要
首都であるプレトリア地区を含み、ハウテン州ではヨハネスブルグに次ぐ大きさである。

## 歴史
2000年12月、下記の自治体が合併して発足した。
- プレトリア
- センチュリオン
- ガ・ランクワ
- テンバ
- マボパネ
- ウィンターベルド
- w:Pienaarsrivier
- クロコダイル川
- ハマンスクラール
- アカシア
- w:Soshanguve
- マメロディ
- w:Atteridgeville
- ニューエレステラス[1]

## 地理

### 人種・言語
人種は黒人75.40%、白人20.08%、インド・アジア系1.84%となっており、南アフリカ平均と比べると白人の割合が高い。言語は北ソト語19.4%、アフリカーンス語18.4%、ツワナ語14.7%、ツォンガ語8.4%、その他39.1%となっている。

## 交通
鉄道の主要駅はプレトリア駅で、ハウトレインが整備されている他、近郊電車網としてメトロレールが運行されている。
空港は国際線が隣接するエクルレニ都市圏にO・R・タンボ国際空港が整備されている。
国内地方線は市内北部にワンダーブーム空港が設置されている。

## 観光

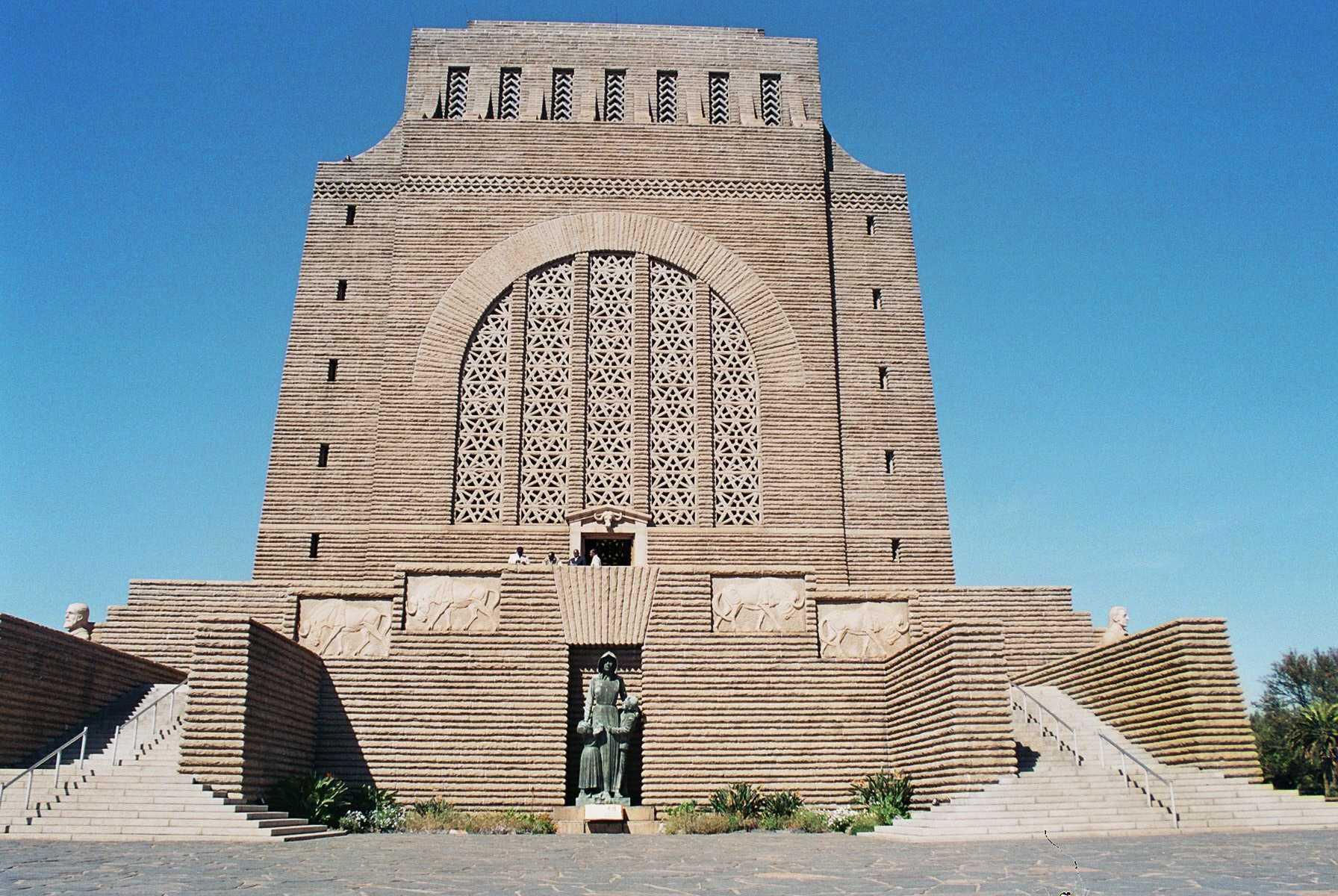
フォールトレッカー開拓記念碑

メルローズハウス

- 南アフリカ国立動物園
- 国立歴史博物館（アフリカの窓）
- チャーチ・スクエア
- トランスバール博物館
- フォールトレッカー開拓記念碑
- ポール・クリューガー旧宅
- メルローズ・ハウス
- ユニオンビル
- 南アフリカ空軍博物館

## 教育
- 南アフリカ大学

## スポーツ

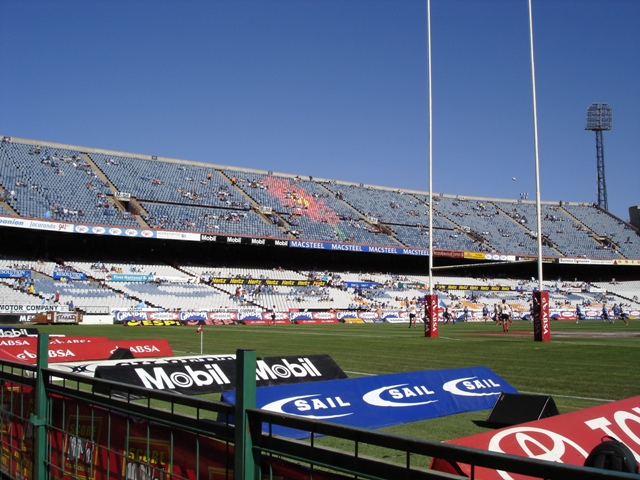
ロフタス・ヴァースフェルド・スタジアム

- ロフタス・ヴァースフェルド・スタジアム

## 姉妹都市
- 台北市 （台湾）
- テヘラン （イラン）
- ヨハネスブルグ （南アフリカ）
- マースメヘレン （ベルギー）